# راشت‌قلعه
راشت‌قلعه جماعت و شهرکی در جنوب شرقی کشور تاجیکستان است که در ناحیهٔ راشت‌قلعه ولایت مختار کوهستان بدخشان قرار دارد. جمعیت این جماعت ۳۱۲۴ است.